# Baškovce (okres Humenné)
Baškovce jsou obec na Slovensku, v okrese Humenné v Prešovském kraji. V obci žije 395 obyvatel.

## Poloha
Obec leží na jižním úpatí Nízkých Beskyd v údolí řeky Ondavky. Území obce má nadmořskou výšku v rozmezí 190 až 315 m n. m., střed obce je ve výšce 197 m n. m. Území pahorkatiny má mírně zvlněný povrch a je tvořené vrstvami pískovců a jílovců. Lesní porost s převahou buků, bříz a borovic je nesouvislý, více porostu je na jihu.
Obec sousedí s obcemi Černina, Turcovce, Vyšné Ladičkovce, Stopkovce, Ohradzany a Víťazovce.

## Historie
První písemná zmínka o obci pochází z roku 1410, kde je uváděná jako Buchka (Bochka). Pozdější název je Baskowcze z roku 1773; maďarský název je Baskóc, Felsöbaskóc.
Obec náležela do roku 1598 panství Michalovce, pak 1598 Drugethovcům, koncem 18. století rodu Dernathovců. V roce 1715 bylo v obci 7 domácností a mlýn, v roce 1787 žilo v 33 domech 300 obyvatel, v roce 1828 žilo 229 obyvatel v 30 domech. V roce 1831 byla zapojena do východoslovenského rolnického povstání.
Hlavní obživou bylo zemědělství a povoznictví. V meziválečném období patřilo pálení dřevěného uhlí a výroba břízových metlí.
Na konci druhé světové války v roce 1944 v oblasti operovala partyzánská skupina Čapajev.

## Kostel
V obci se nachází římskokatolický filiální kostel, který byl postavený v novobarokním slohu v roce 1863. Kostel je jednolodní stavba se segmentovým závěrem a vestavěnou věží v průčelí. Farnost Baškovce náleží pod katolickou farnost Ohradzany děkanátu Humenné arcidiecéze košické.